# Richland, Quận Rusk, Wisconsin
Richland là một thị trấn thuộc quận Rusk, tiểu bang Wisconsin, Hoa Kỳ. Năm 2010, dân số của thị trấn này là 230 người.